# Senat (Belgien)

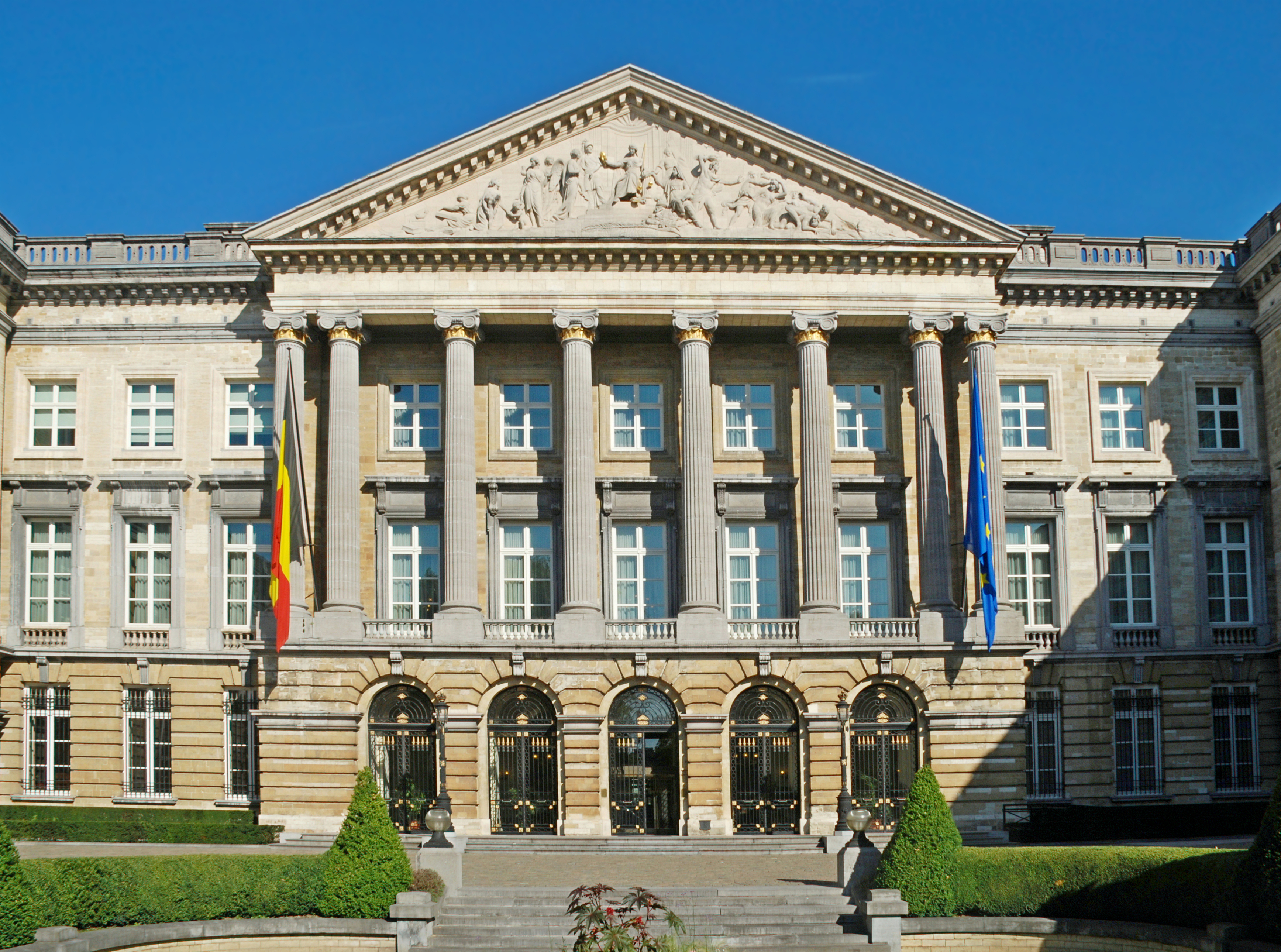
Der Palast der Nation in Brüssel, Sitz von Abgeordnetenkammer und Senat

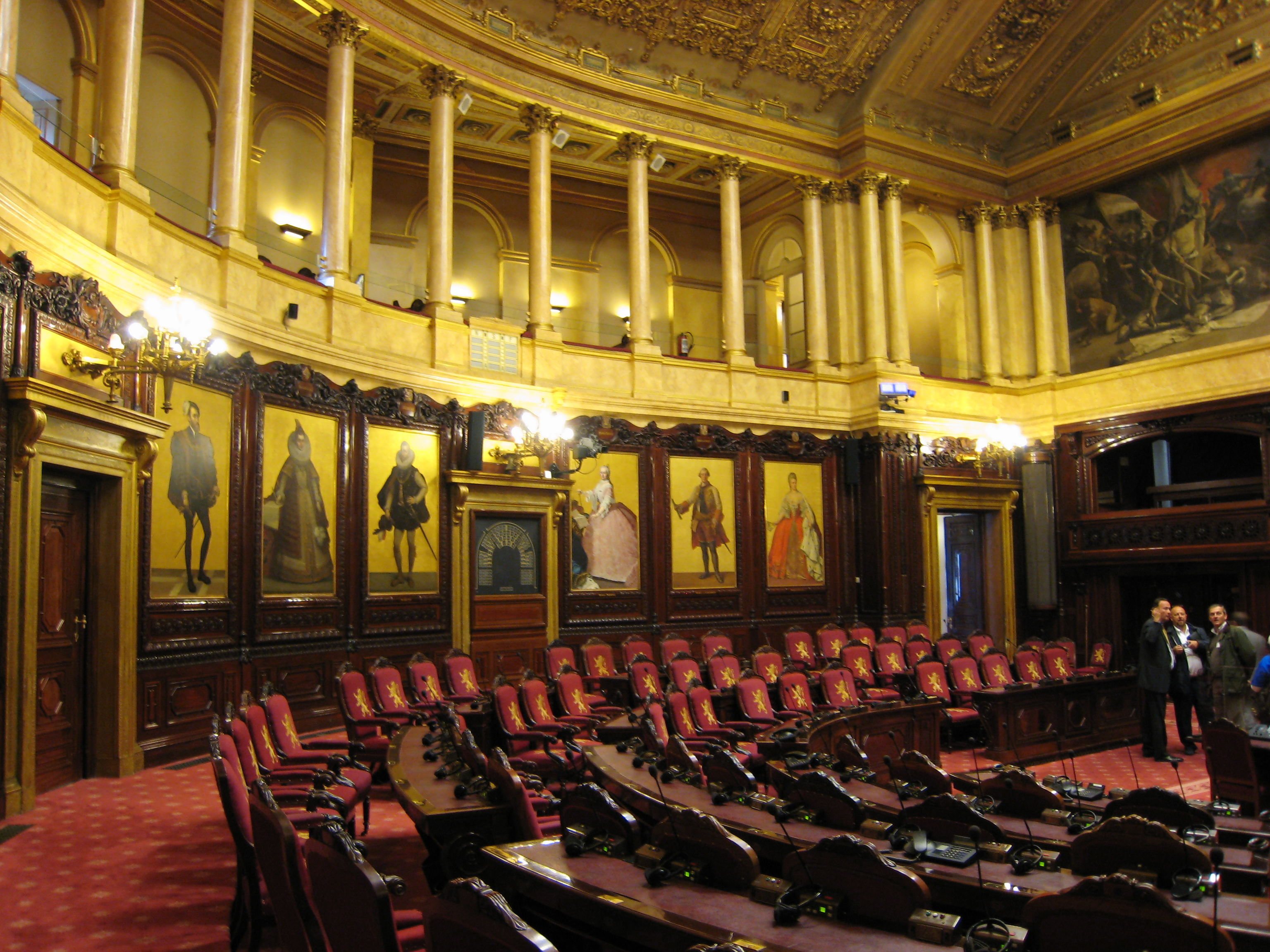
Der Halbrund des Senats

Der belgische Senat (niederländisch De Belgische Senaat, französisch Le Sénat de Belgique) ist das Oberhaus des Föderalen Parlamentes, neben dem Unterhaus, der Abgeordnetenkammer. Mit der Kammer und dem König übt der Senat die föderale legislative Gewalt aus und tritt auch als Verfassungsgeber im politischen System Belgiens auf.
Der Senat unterscheidet sich von der Abgeordnetenkammer durch seine Zusammensetzung und seine Aufgaben. Seit 1831 hat sich der Senat von einem den reichen Bürgern vorbehalten Oberhaus zu einer „Überlegungskammer“ und einem „Ort der Zusammenkunft der Gemeinschaften und Regionen“ entwickelt. Bei seiner Gründung musste man männlich sein, mindestens 40 Jahre alt, und jährlich 1000 Gulden (1240 belgische Franken) Steuern zahlen. In den 1830er Jahren erfüllten in ganz Belgien nur 400 Männer diese Bedingungen, darunter kein einziger aus der Provinz Luxemburg.

## Sitz
Der Senat hat, wie die Abgeordnetenkammer, seinen Sitz im Palast der Nation in Brüssel. Die Plenarsitzungen werden im Halbrund (ndl.: Halfrond, frz.: Hémicycle) abgehalten, welches in rot ausgestattet ist (im Unterschied zur Kammer, bei der die grüne Farbe vorherrscht).
Diese Unterscheidung zwischen rot für das Oberhaus und grün für das Unterhaus findet ihren direkten Ursprung im Britischen Parlament. Auch dort sind das House of Lords und das House of Commons in rot bzw. grün ausgestattet. Der Grund hierfür sei, dass man der parlamentarischen Tradition Großbritanniens Ehre erweisen wollte und, dass die erste Frau von König Leopold I., Charlotte-Auguste, die britische Kronprinzessin war. Anfangs setzte sich der belgische Senat genau wie das House of Lords vornehmlich aus Aristokraten zusammen.

## Zusammensetzung
Nach einer im Jahre 2011 zwischen acht Parteien verabredeten Reform wurde der Senat ab 2014 in eine „Kammer der Teilstaaten“ umgewandelt. Die Direktwahl (eines Teils) der Senatoren wurde abgeschafft und die Anzahl der Senatoren von 71 auf 60 reduziert. Zugleich wurden die Zuständigkeiten des Senats weiter eingeschränkt. Der Senat soll sich folgendermaßen zusammensetzen:
- Gemeinschaftssenatoren: 50 Senatoren werden von den Parlamenten der Gemeinschaften und Regionen aus den Reihen der Gemeinschafts- und Regionalabgeordneten gemäß der politischen Zusammensetzung dieser Parlamente bestimmt.
  - 29 Senatoren für die Flämische Gemeinschaft und die Flämische Region (Flämisches Parlament)
  - 10 Senatoren für die Französische Gemeinschaft (Parlament der Französischen Gemeinschaft)[3]
  - 8 Senatoren für die Wallonische Region (Wallonisches Parlament)
  - 2 Senatoren für die französischsprachigen Einwohner in der Region Brüssel-Hauptstadt (französische Sprachgruppe im Parlament der Region Brüssel-Hauptstadt)[4]
  - 1 Senator für die Deutschsprachige Gemeinschaft (Parlament der Deutschsprachigen Gemeinschaft)
- „Kooptierte“ Senatoren: 10 Senatoren werden von den vorgenannten Senatoren aufgrund des Wahlergebnisses der Abgeordnetenhauswahl bestimmt.
  - 6 Senatoren von den Senatoren der niederländischen Sprachgruppe
  - 4 Senatoren von den Senatoren der französischen Sprachgruppe

### Senatoren
Um Senator zu werden (passives Wahlrecht), müssen vier Bedingungen erfüllt sein: Der Kandidat muss belgischer Staatsbürger sein, seine zivilen und politischen Rechte besitzen, mindestens 18 Jahre alt sein und seinen Wohnsitz in Belgien haben. Die Senatoren behalten ihr Amt in der Regel für fünf Jahre.
Bevor die Senatoren ihr Amt antreten können, müssen sie den Verfassungseid in niederländischer, französischer oder deutscher Sprache ablegen.
Das Amt des Senators ist unvereinbar mit gewissen anderen Funktionen. So kann man nicht gleichzeitig Mitglied der Abgeordnetenkammer und des Senats sein. Auch ein Ministeramt ist unvereinbar mit dem eines Parlamentariers.
Als Senator genießt man ebenfalls eine gewisse parlamentarische Immunität. So wird das Recht auf freie Meinungsäußerung, welches ohnehin als Grundrecht in der Verfassung verankert ist, für Parlamentarier verstärkt. Auch die strafrechtliche Verantwortlichkeit der Parlamentarier unterliegt besonderen Bestimmungen in der Verfassung. Außer bei Entdeckungen auf frischer Tat kann ein Senator nur mit Erlaubnis des Senats festgenommen werden. Ein Senator, der strafrechtlich verfolgt wird, kann jederzeit den Senat bitten, die Aussetzung der Verfolgung zu veranlassen. Diese Garantien gelten nur während der Sitzungsperioden.

### Sprachgruppen
Genau wie in der Abgeordnetenkammer gibt es im Senat zwei Sprachgruppen. Die niederländische Sprachgruppe umfasst 35 Senatoren: die 29 flämischen Gemeinschaftssenatoren und die 6 flämischen kooptierten Senatoren. Die französische Sprachgruppe umfasst 24 Senatoren: die 10 französischen Gemeinschaftssenatoren, die 8 Senatoren für die Wallonische Region (Wallonisches Parlament), die 2 Senatoren für die französischsprachigen Einwohner in der Region Brüssel-Hauptstadt (französische Sprachgruppe im Parlament der Region Brüssel-Hauptstadt) und die 4 französischsprachigen kooptierten Senatoren.
Der einzige Senator der deutschsprachigen Gemeinschaft gehört keiner der Sprachgruppen an.
Die Sprachgruppen sind besonders bei der Verabschiedung von Sondergesetzen, bei denen unter anderem eine Mehrheit in beiden Sprachgruppen erforderlich ist (siehe unten), wichtig. Auch bei der sogenannten „Alarmglocke“ kommen die Sprachgruppen zur Geltung: Dieses Verfahren erlaubt einer Sprachgruppe in der Kammer oder im Senat, mit einer Dreiviertelmehrheit innerhalb dieser Gruppe in einer „Motion“ zu erklären, dass ein bestimmter Gesetzesentwurf oder -vorschlag „die Beziehungen zwischen den Gemeinschaften ernstlich gefährden könnte“. In diesem Fall wird das Verabschiedungsverfahren für diesen Entwurf oder Vorschlag für 30 Tage ausgesetzt, und die Föderalregierung muss in dieser Periode eine Lösung finden.

## Funktionen

### Föderale Gesetzgebung
Der Senat übt gemeinsam mit der Abgeordnetenkammer und dem König die föderale legislative Macht aus. Dies geschieht durch das Verabschieden von föderalen Rechtsnormen, den sogenannten Gesetzen. Seit der Reform vom 2014 ist die Macht nur anwendbar auf institutionelle Gesetzen, Gesetzen zur Finanzierung der politischen Parteien und Gesetzen zur Kontrolle über Wahlkampfausgaben. Diese werden in der Regel mit einer absoluten Mehrheit (50 % + 1) der abgegebenen Stimmen bei einer Anwesenheit der Mehrheit der Senatoren (50 % + 1, d. h. mindestens 31 Senatoren) verabschiedet.
In diesen Gesetzen besitzen die Senatoren das Initiativrecht und können Gesetzesvorschläge einreichen.
Belgien besitzt ein Zweikammersystem. Der Ursprungstext der Verfassung sah vor, dass Kammer und Senat absolut gleichberechtigt waren und dass beide den gleichen Text verabschiedet haben mussten, bevor dieser dem König vorgelegt werden konnte. Seit 1993 wird der Senat jedoch nicht mehr systematisch in die Gesetzgebungsarbeit einbezogen; es handelt sich heute also um ein „abgeschwächtes“ Zweikammersystem. In der Tat sieht die Verfassung Fälle vor, in denen allein die Kammer zuständig ist, beispielsweise bei Haushaltsfragen oder Einbürgerungen.
Für alle anderen Fälle ist das sogenannte Zweikammerverfahren anwendbar. Hierbei muss jedoch unterschieden werden: Beim verpflichtenden Zweikammerverfahren sind die Kammer und der Senat absolut gleichberechtigt und müssen in jedem Fall ihr Einverständnis über ein und denselben Gesetzestext geben. Diese Fälle sind in der Verfassung erschöpfend aufgelistet, und zu ihnen zählen unter anderem die Verabschiedung von Sondergesetzen (d. h. Gesetze, die die Staatsstruktur oder -funktionsweise betreffen) oder Gesetze zur Zustimmung zu internationalen Verträgen. Das nicht verpflichtende Zweikammerverfahren ist anwendbar, wenn in der Verfassung nichts anderes vermerkt wurde. Hier hat der Senat zwar ein Evokationsrecht und kann Gesetzesvorschläge oder -entwürfe, die in der Kammer eingereicht wurden, „annehmen“, d. h. auch untersuchen und gegebenenfalls mit Abänderungsvorschlägen versehen. Am Ende des Verfahrens hat jedoch immer die Abgeordnetenkammer das letzte Wort und kann sich gegen den Senat durchsetzen. Dadurch zeigt sich, dass der Senat in manchen Fällen „nur“ eine „Überlegungskammer“ sein soll.
Die eventuell aufkommenden Zuständigkeitsprobleme zwischen den beiden Kammern werden laut Artikel 82 der Verfassung in einem „parlamentarischen Konzertierungsausschuss“ geregelt. Dieser setzt sich aus ebenso vielen Mitgliedern der Abgeordnetenkammer wie des Senats zusammen und untersucht, ob ein Gesetzesvorschlag oder -entwurf tatsächlich mit dem vorgeschlagenen Verfahren angenommen werden kann. Der Ausschuss kann die beim nicht verpflichtenden Zweikammerverfahren festgelegten Fristen im gegenseitigen Einvernehmen verlängern.

### Verfassungsänderungen
Der Senat tritt zudem gemeinsam mit der Abgeordnetenkammer und dem König auch als Verfassungsgeber auf. Die Prozedur zur Revision der Verfassung unterscheidet sich von den normalen Gesetzgebungsverfahren:
- Zuerst muss der föderale Gesetzgeber, das heißt sowohl Kammer als auch Senat, diejenigen Artikel identifizieren, die zur Revision freigegeben werden. Auch der König muss diese Liste unterzeichnen. Die beiden Listen werden im Staatsblatt veröffentlicht.
- Nach dieser Erklärung werden die Kammer und der Senat von Rechts wegen aufgelöst. Es ist deshalb üblich, dass solche Erklärungen zur Verfassungsrevision am Ende einer regulären Legislaturperiode stattfinden.
- Es finden Neuwahlen statt, und die Abgeordnetenkammer und der Senat werden neu besetzt.
- Nach den Wahlen sind Kammer und Senat, zusammen mit dem König, als verfassungsgebend zu betrachten. Dies bedeutet, dass sie die Artikel, die auf den Listen standen – und nur diese Artikel – abändern dürfen (aber nicht unbedingt müssen). Die Abänderung eines Verfassungsartikels benötigt ein besonderes Quorum (zwei Drittel der Mitglieder jeder Kammer anwesend) und eine besondere Mehrheit (zwei Drittel der Stimmen in jeder Kammer). Die Abänderungen werden im Staatsblatt veröffentlicht.

### Verhältnis zur Regierung
Ein großer Unterschied zwischen Senat und Abgeordnetenkammer ist, dass die Minister nur gegenüber der Kammer politisch verantwortlich sind. Dies bedeutet konkret, dass die Föderalregierung nur der Kammer die Vertrauensfrage zu stellen braucht und dass nur dort ein konstruktives Misstrauensvotum votiert werden kann. Es obliegt der Regierung zu entscheiden, ob die Regierungserklärung auch im Senat vorgelesen wird (was in der Praxis jedoch oft der Fall ist).
Auch kann nur die Abgeordnetenkammer in jedem Fall die Anwesenheit eines Ministers verlangen. Für den Senat kommt dies nur in Zusammenhang mit Gesetzesvorschlägen und -entwürfen in Frage, die in einem verpflichteten oder nicht verpflichteten Zweikammerverfahren abgestimmt werden. In allen anderen Fällen „kann er um ihre Anwesenheit bitten“.
Der Senat hat jedoch genau wie die Kammer ein Untersuchungsrecht. Dies bedeutet, dass der Senat einen Untersuchungsausschuss bilden kann, der die gleichen Zuständigkeiten hat wie ein Untersuchungsrichter. Meistens werden solche Ausschüsse für Fälle von besonders großem öffentlichen Interesse eingerichtet, wie beispielsweise der Untersuchungsausschuss des Senats im Jahr 1997 über die Ereignisse im Ruanda zur Zeit des Völkermords.

### Sonstiges
In einigen, begrenzten Fällen ist der Senat allein und unter Ausschluss der Abgeordnetenkammer zuständig:
- Der Senat legt selbstständig die Dotation für seine eigene Arbeit fest; es handelt sich hierbei um eine Ausnahme zur Haushaltshoheit der Kammer.[23]
- Der Senat ist zuständig, um über Interessenkonflikte zwischen den Versammlungen (d. h. den Kammern und Parlamenten) zu befinden. In diesem Falle übergibt er dem Konzertierungsausschuss ein mit Gründen versehenes Gutachten.[24]

Für andere Situationen sind die Abgeordnetenkammer und der Senat abwechselnd zuständig. Diese Fälle sind jedoch begrenzt und werden nicht in der Verfassung aufgezählt. Als Beispiel kann man die Ernennung von Richtern am Verfassungsgerichtshof nennen.
Schließlich tritt der Senat beim Ableben des Königs mit der Abgeordnetenkammer zusammen (man spricht von „vereinigten Kammern“). Der Thronfolger wird vor den vereinigten Kammern den Verfassungseid leisten müssen. Ist der Thronfolger noch minderjährig oder aber der amtierende König in der Unmöglichkeit zu herrschen (beispielsweise wegen schwerer Krankheit), sorgen die vereinigten Kammern für die Vormundschaft und Regentschaft. Ist der Thron dagegen vakant, d. h. hat der König keine Nachkommenschaft und auch keine Drittperson als Thronfolger bestimmt (der die vereinigten Kammern zugestimmt hätten), dann obliegt es den vereinigten Kammern, einen neuen Herrscher zu bestimmen.

## Organisation

### Präsident und Präsidium
Dem Senat sitzt der Präsident des Senats vor, der zu Beginn der Sitzungsperiode neu gewählt wird. Er stammt traditionell aus der Regierungsmehrheit und nimmt gemeinsam mit dem Präsidenten der Kammer in der protokollarischen Rangordnung hinter dem König den zweiten Platz ein (wobei der Vorzug dem älteren Präsidenten gewährt wird). Der Präsident leitet die Plenarsitzung, sorgt für Ordnung in der Versammlung und für die Einhaltung der Geschäftsordnung. Er sitzt ebenfalls dem Präsidium vor.
Das Präsidium ist zusammengesetzt aus dem Senatspräsidenten, den zwei Vizepräsidenten, zwei Mitgliedern und den Fraktionsführern. Dem Präsidium obliegt es unter anderem, wöchentlich die Tagesordnung der Plenarsitzungen und der Ausschusssitzungen festzulegen.
Präsidentin des Senats ist seit dem 13. Oktober 2020 Stephanie D’Hose.

### Ausschüsse
| Die ständigen Ausschüsse des Senats                                                               |
| ------------------------------------------------------------------------------------------------- |
| - Institutionelle Angelegenheiten - Regionale Angelegenheiten - Gemeinschaftliche Angelegenheiten |

Die Arbeit des Senats findet im Plenum und in den Ausschüssen statt. Es gibt mehrere Arten von Ausschüssen:
- Ständige Ausschüsse: Es gibt maximal sechs ständige Ausschüsse, in denen jeweils 20 Senatoren tagen (gemäß der Mehrheitsverhältnisse im Plenum). Sie untersuchen die Gesetzesentwürfe und -vorschläge und erstatten dem Plenum einen Bericht. Sie können ebenfalls die betroffenen Minister bitten, während ihrer Sitzungen Fragen zu beantworten.
- Sonderausschüsse: Der Senat kann Sonderausschüsse für Fragen einrichten, die er selbst bestimmt, und für eine bestimmte Dauer.

### Geschäftsordnung
Die Geschäftsordnung regelt vor allem die interne Organisation des Senats. Die ursprüngliche Version vom 19. Oktober 1831 wurde im Jahr 1995 und im Jahr 2014 durch eine vollständig neue ersetzt.
Die Geschäftsordnung sieht zuerst die Organisation und Funktionsweise des Senats vor (Titel I). Dabei werden auch Aspekte wie persönliche Angriffe, Entzug des Wortes, Benutzung von Mobiltelefonen, Ausschlüsse oder Tumulte behandelt. Danach werden die gesetz- und verfassungsgebende Funktion des Senats (Titel II), sowie die Kontroll- und Informationsaufgaben (Titel III) erklärt. Die Interessenkonflikte (Titel IV) sind schließlich vor den verschiedenen und Schlussbestimmungen (Titel V und VI) zurückzufinden.

## Geschichte
Der Senat hat im Laufe der Staatsreformen sein Bild geändert, um von einem Oberhaus, das der reichen Ober- und Adelsschicht vorbehalten war, zu einer „Überlegungskammer“ und einem „Ort der Zusammenkunft der Gemeinschaften und Regionen“ zu werden.

### Aristokratisches Oberhaus (1831–1893)
Der Nationalkongress, der nach der Belgischen Revolution von 1830 mit dem Aufsetzen einer belgischen Verfassung betraut war, hatte sich eingehend mit der Frage beschäftigt, ob das Parlament eine oder zwei Kammern besitzen sollte. Letztendlich entschied sich die Mehrheit für das Zweikammersystem. Laut der Verfassung aus dem Jahr 1831 setze sich der Senat genau wie die Abgeordnetenkammer nur aus direkt gewählten Mandataren zusammen. Ausnahme bildete der Thronfolger (später alle Kinder des Königs), der Senator von Rechts wegen war. Die Anzahl der Senatoren bestand aus der Hälfte der Anzahl der Abgeordneten. Im Gegensatz zur Abgeordnetenkammer gab es für die Wahlen zum Senat neben den klassischen Wählbarkeitsbedingungen eine strengere Altersvorgabe (mindestens 40 Jahre) und einen Zensus: So konnte nur Senator werden, wer mindestens 1000 Floriner an direkten Steuern bezahlte. Somit wurde gesichert, dass nur die reiche Oberschicht in den Senat gewählt werden konnte.
Die Bedingungen, um an der Wahl zum Senat zugelassen zu sein (aktives Wahlrecht), waren dieselben wie für die Abgeordnetenkammer: Man musste ein belgischer Bürger männlichen Geschlechts sein, mindestens 21 Jahre alt sein und – laut Artikel 47 der Verfassung von 1831 – einen steuerlichen Zensus bezahlen, der im Wahlgesetz festgelegt wurde und mindestens 20 und höchstens 100 Floriner betragen durfte. Das „Wahlgesetz“ des Nationalkongresses vom 3. März 1831 sah verschiedene Beträge vor, je nachdem ob der Wähler in einer Großstadt (z. B. Brüssel, 80 Floriner), in einer mittleren Stadt (z. B. Löwen, 50 Floriner) oder in ländlichen Gegenden (wo für ganz Belgien ein Zensus von 30 Floriner galt) wohnhaft war.

### Progressive Demokratisierung (1893–1993)
Nach einer Reform im Jahr 1893 wurde der Senat um eine Kategorie von Senatoren erweitert. Neben den direkt gewählten Senatoren entsendeten auch die Provinzialräte eine gewisse Anzahl von Personen in den Senat, abhängig von der Bevölkerungszahl der Provinz. Für diese indirekt gewählten Provinzsenatoren gab es keine Zensusvorgaben und somit konnten nunmehr ebenfalls weniger reiche Bürger im Senat vertreten werden. Auch die Bedingungen, um an der Wahl teilnehmen zu können, wurden dabei geändert: Der Zensus als Wahlbedingung wurde abgeschafft (nachdem er bereits durch das Gesetz vom 12. März 1848 auf 20 Floriner für ganz Belgien herabgesetzt worden war). Alle männlichen Bürger, die mindestens 25 Jahre alt waren, konnten zur Wahl gehen. Man konnte jedoch noch nicht von einem universellen Wahlrecht sprechen, da gewisse Bürger über mehrere Wahlstimmen verfügten. So verfügte ein Familienvater, der mindestens 35 Jahre alt war und eine Grundsteuer von mindestens fünf Franken bezahlte, über zwei Wahlstimmen. Vertreter des Klerus oder Akademiker verfügten sogar über drei Wahlstimmen. Ebenso wurde zu dieser Zeit die Wahlpflicht in Belgien eingeführt.
Dieses Wahlsystem, das dazu führte, dass die Macht weiterhin in den Händen der Bourgeoisie blieb, wurde schließlich zuerst durch ein Gesetz vom 9. Mai 1919 und anschließend durch eine Verfassungsänderung vom 7. Februar 1921 abgeschafft. Gleichzeitig wurde das Mindestalter für die Wahlen auf 21 Jahre heruntergesetzt. Ein Gesetz vom 27. März 1948 führte schlussendlich das Frauenwahlrecht ein. Seitdem gilt in Belgien erst ein universelles und gleichberechtigtes Wahlrecht. Im Jahr 1981 wurde das Mindestalter, um zur Wahl zugelassen zu sein, auf 18 Jahre gesenkt.
Das Jahr 1921 erlebte ebenfalls eine Reform des Senats. Zum einen wurden die Wählbarkeitsbedingungen für das Amt eines Senators erheblich erweitert. Der Zensus wurde abgeschafft und eine Liste von 21 Bedingungen wurde eingefügt. Man musste nur eine dieser Bedingungen erfüllen, um direkt wählbar zu sein. Zu diesen Kategorien gehört zwar immer noch das Vermögen (mindestens 3000 Franken an direkten Steuern zahlen), aber es genügte auch beispielsweise ein ehemaliger Abgeordneter der Kammer, ein hoher Verantwortlicher aus der Privatwirtschaft oder Träger eines Universitätsdiploms zu sein. Zum anderen wurde der Senat um eine dritte Kategorie von Senatoren erweitert, die „kooptierten“ Senatoren, die von den Senatoren selbst gewählt wurden. Ziel war es, den Senat mit Fachkundigen und Experten aller Art, die gegebenenfalls den Urnengang scheuten, zu besetzen.
Die 21 Wählbarkeitsbedingungen wurden am 3. Juni 1985 als Teil der vierten Staatsreform abgeschafft. Somit waren die Wählbarkeitsbedingungen für die Abgeordnetenkammer und den Senat, bis auf das Alter (mindestens 25 Jahre für die Kammer, 40 für den Senat), beinah identisch. Deswegen stellte sich langsam die Frage, ob ein Zweikammersystem noch notwendig war.

### Umstrittene Rolle im Föderalstaat (seit 1993)
Erst bei der vierten Staatsreform von 1993, die Belgien definitiv in einen Föderal- oder Bundesstaat verwandelte, wurde dem Senat wieder eine eigene Rolle zugedacht: Er sollte zur „Überlegungskammer“ und zum „Ort der Zusammenkunft für die Gemeinschaften und Regionen“ werden. Die Provinzsenatoren wurden somit durch Gemeinschaftssenatoren ersetzt. Bei dieser Staatsreform erlangte der Senat schließlich seine heutige Zusammensetzung.
Die politische Diskussion über die Existenz und die Zusammensetzung des Senats war damit jedoch nicht beendet. Regelmäßig wurden Rufe nach der Einführung eines Einkammersystems und der Abschaffung des Senats laut. Der Senat selbst hatte im Jahr 2001 mehrere niederländisch- und französischsprachige Verfassungsrechtler zur Zukunft der Institution befragt.
Mit dem Inkrafttreten der sechsten Staatsreform am 25. Mai 2014 wurde der Senat neu strukturiert. Er bestand danach aus insgesamt 60 Senatoren. 50 Senatoren waren Mitglieder eines Teilstaatparlaments und erhielten für ihre  Tätigkeit im Senat keine weitere Vergütung:
- 29 Abgeordnete aus dem Flämischen Parlament
- 10 Abgeordnete aus dem Parlament der Französischen Gemeinschaft
- 10 Abgeordnete aus dem Wallonischen Parlament
- 2 Abgeordnete, aus der französischen Sprachgruppe des Parlaments der Region Brüssel-Hauptstadt
- 1 Abgeordneter, aus dem Parlament der Deutschsprachigen Gemeinschaft

Von den 50 Teilstaats-Senatoren werden 10 zusätzliche kooptierte Senatoren hinzugewählt, die jeweils die Hälfte eines Abgeordnetengehalts erhielten.
Der derart umgestaltete Senat hielt zehn Plenarsitzungen pro Jahr ab. Die Senatsausschüsse tagten alle zwei Wochen.